# Rocinela granulosa
Rocinela granulosa är en kräftdjursart som beskrevs av Barnard1914. Rocinela granulosa ingår i släktet Rocinela och familjen Aegidae. Inga underarter finns listade i Catalogue of Life.